# Николаос Касомулис
Николаос Касомулис (на гръцки: Νικόλαος Κασομούλης) е гръцки революционер, герой от Гръцката война за независимост.

## Биография
Касомулис е роден в западномакедонското село Писодер в 1795 година, но семейството му се изселва в Сятища, където той прекарва детството си. Става член на Филики Етерия. При избухването на въстанието в 1821 година участва в отряда на Анастасиос Каратасос. След разгрома на въстанието в Олимп слиза на юг към Аспропотамос и става писар на Николаос Сторнарис.
След създаването на гръцката държава служи в армията и стига до чин полковник. Участва в потушаването на вълненията от 1836 година. Оставя мемоари озаглавени „Военни спомени“ (Στρατιωτικά Ενθυμήματα).